# Ernst Krieck

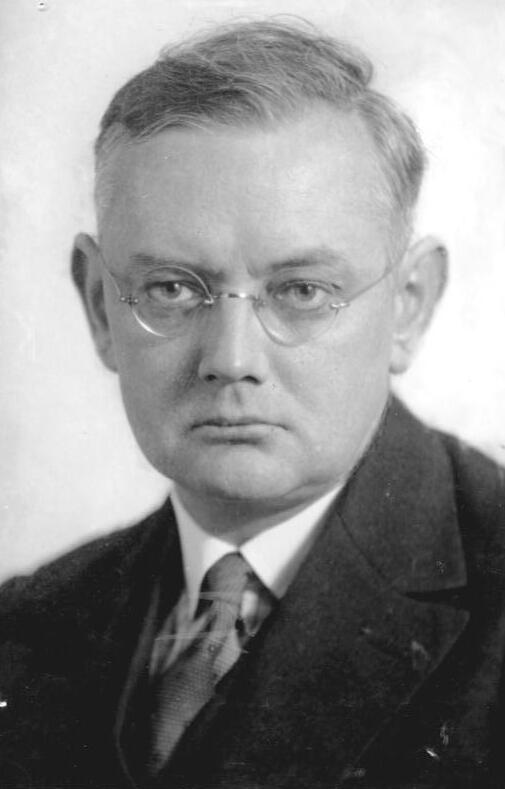
Ernst Krieck år 1930.

Ernst Krieck, född den 6 juni 1882 i Vögisheim, Müllheim, Storhertigdömet Baden, Kejsardömet Tyskland, död den 19 mars 1947 i Moosburg an der Isar, var en tysk lärare, pedagog och professor, verksam vid Johann Wolfgang Goethe-Universität. Han var jämte Alfred Baeumler nazismens ledande pedagog. Kriek utgav tidskrifterna Volk im Werden och Neue deutsche Schule.
Ernst Krieck var ursprungligen folkskollärare, blev professor vid pedagogiska akademien i Frankfurt am Main 1928 och vid Heidelbergs universitet i filosofi och pedagogik 1934. Krieck var en av den nationalsocialistiska åskådningens främsta teoretiker. I Philosophie der Erziehung (1922) karaktäriserade han uppfostran som en urfunktion ("Urgegebenheit") av den mänskliga gemenskapen. Därav följde en te om individens underordnande under statens eller folkets stora massa, vilken Krieck närmare utvecklade i Menschformung (1925). Dessa teorier utbyggdes ytterligare i Nationalpolitische Erziehung (1932) och Nationalsozialistische Erziehung (1933). Krieck upptog många av arbetsskolans och reformskolans idéer och omsatte dem i lämplig stöpning i de av honom ledda nationalsocialistiska försöksskolorna. Sin biologiskt färgade samhällsfilosofi lade Krieck fram i Völkisch-politische Anthropologie (3 band, 1936–1938), Leben (1938) och Volkscharakter und Sendlungsbewusstsein (1940).